# Кајак
Кајак је мален чамац чији је скелет сачињен од дрвета, око којега је обложен кожом. Покреће се помоћу весла са два краја.